# Kenneth Perez
Kenneth Perez Dahl Jensen (født 29. august 1974) er en dansk landsholdsspiller i fodbold, der fra 2003-2006 har nået at spille 24 landskampe og score 2 mål. Efter længere tid som indskifter for landsholdet uden et egentligt gennembrud valgte han landsholdet fra i 2006 for at fokusere på sin klubkarriere. I efteråret 2007 valgte han dog igen at stille sig til rådighed for landstræner Morten Olsen.